# Asnières-sur-Nouère
 Asnières-sur-Nouère  là một xã của tỉnh Charente, thuộc vùng Nouvelle-Aquitaine, tây nam nước Pháp.